# لوئیس پوگی (بازیکن فوتبال)
لوئیس پوگی (انگلیسی: Louis Poggi؛ زادهٔ ۱۸ ژوئن ۱۹۸۴) بازیکن فوتبال اهل فرانسه است.
وی همچنین در تیم ملی فوتبال Corsica بازی کرده‌است.